# Огонь на подавление

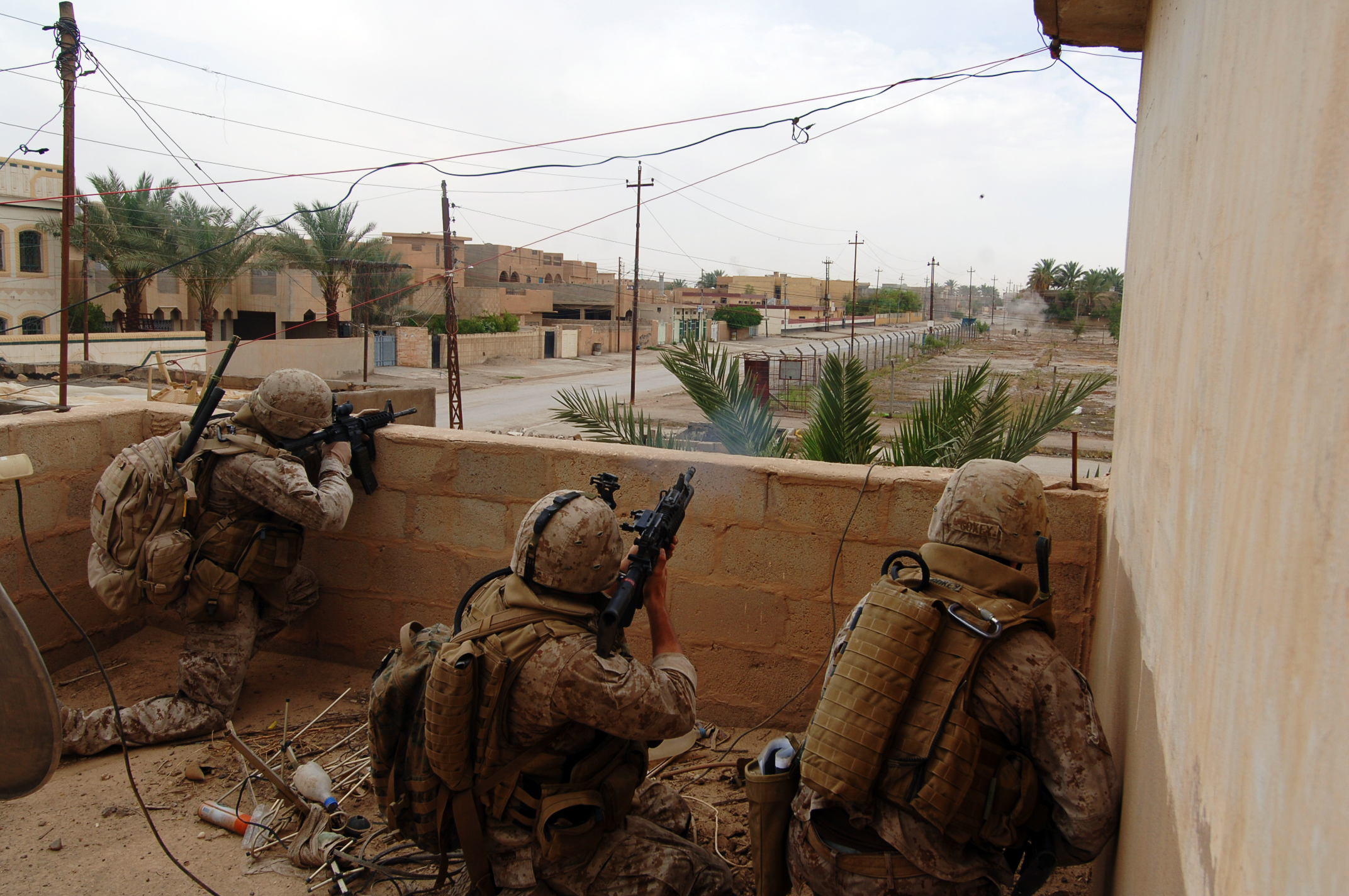
Американские морские пехотинцы ведут огонь на подавление из карабинов M4, пока один из них ведёт визуальное наблюдение (Рамади, Ирак, 2006)

Огонь на подавление — тактический приём современного общевойскового боя, который заключается в огневом воздействии на противника таким образом, чтобы кратковременно лишить его боеспособности, затруднить видимость поля боя и дезорганизовать координацию и управлениe. Применяется для развития атакующего манёвра или перемещения.

## Применение и организация
В классическом сценарии боевого столкновения огонь на подавление рекомендуется при атаке оборонительных порядков противника и осуществляется ведением пулемётно-артиллерийского огня по его позициям. Огонь на подавление может обеспечиваться либо приданными средствами огневой поддержки (артиллерией, РСЗО, танками и т. п.), либо частью наступающих войск таким образом, чтобы другая часть имела возможность выдвинуться к позициям противника вплотную и лишить его преимуществ своей оборонительной системы.
Как правило, огонь на подавление не вызывает у окопавшегося противника существенных потерь, но временно оказывает сильный деморализующий эффект, затрудняет управление и значительно снижает эффективность ответного огня. То есть, применение огня на подавление имеет смысл только в тех ситуациях, когда этим эффектом можно хоть как-то воспользоваться.

## В массовой культуре
Огонь на подавление реализован как боевая компонента в некоторых тактических компьютерных играх, например Jagged Alliance 2 (с модом v1.13) и Бригада Е5: Новый альянс.